# Чомпхет

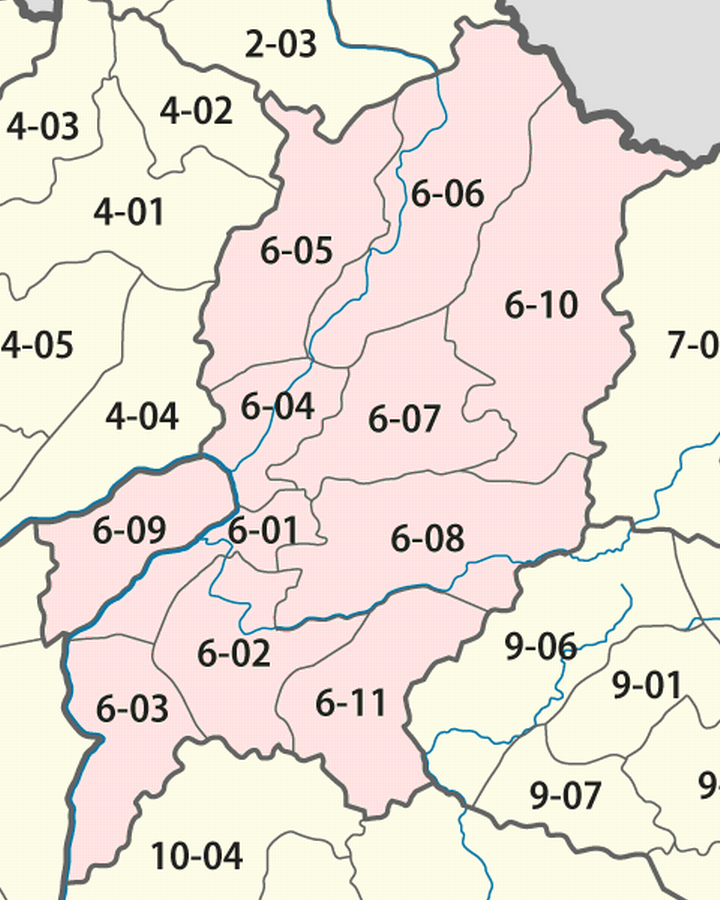
Число 6-09

Чомпхет — один з районів (лаос. ເມືອງ муанг) провінції Луанг-Прабанг, Лаос.